# Lorum

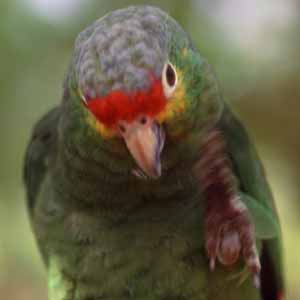
Lorum rojo de un loro de cachetes amarillos.

El lorum (adj. loral o loreal) es la zona comprendida entre los ojos y las fosas nasales en las aves, pero también se encuentra en los reptiles y los anfibios.

## Ornitología

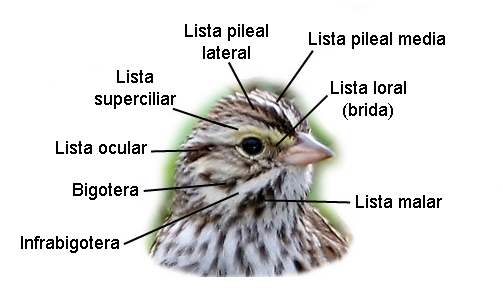
En las aves el lorum también se denomina brida.

En ornitología el lorum es la zona entre los ojos y la parte superior del pico, en ambos laterales de la cabeza del ave, y también se denomina brida. Esta zona a veces está desnuda, y además su piel puede estar vivamente coloreada, como en la familia de los cormoranes. También puede presentar carúnculas como en el caso de los caracarás. Si el ave presenta una franja desde el ojo hacia el pico de un color diferente al plumaje circundante se denomina lista loral, este tipo de franja está presente en muchas especies de aves, como en el chorlitejo capelirrojo. Si la línea va por encima del lorum hasta la altura del ojo sin continuar por detrás de él se denomina lista supraloral.

## Herpetología

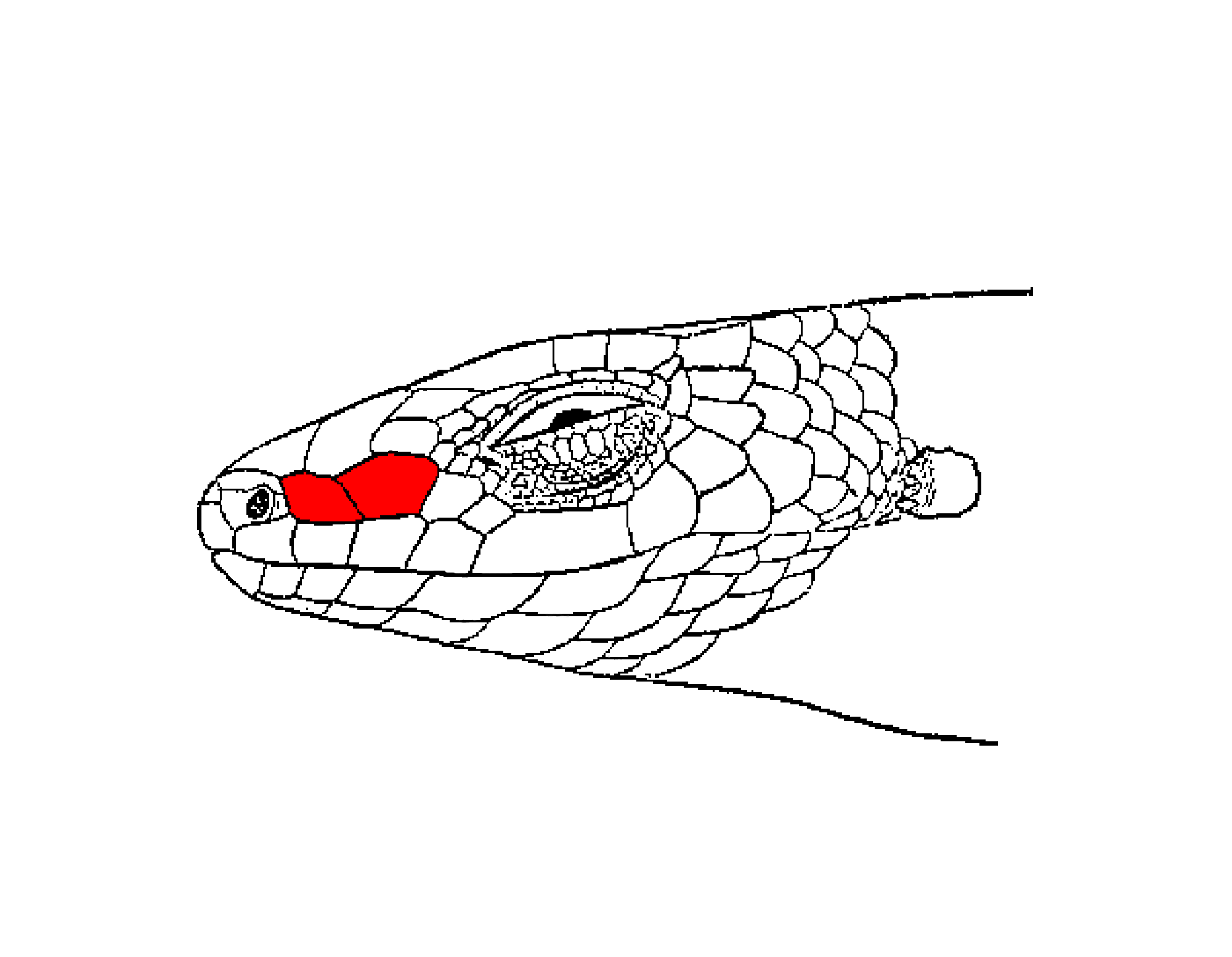
Escamas loreales de Mabuya multifasciata marcadas en rojo.

En los anfibios y los reptiles el lorum abarca la zona inmediatamente comprendida entre ojos y narinas. Esta zona es análoga al lorum de las aves ya que estas suelen tener las narinas en la parte inicial del pico.
Las escamas que presentan las serpientes y los saurios en esta región se denominan escamas loreales. Los crótalos presentan un orificio en cada lado de la cabeza entre los ojos y las fosas nasales denominado foseta loreal.